# Mark Vishik
Mark Vishik, russisch Марко Иосифович Вишик, Transkription: Marko Iossifowitsch Wischik, (* 19. Oktober 1921 in Lwów; † 23. Juni 2012 in Moskau) war ein Mathematiker aus Lwów/Lemberg, der seit 1945 in Moskau auf dem Gebiet der Partiellen Differentialgleichungen arbeitete.

## Leben und Werk

### Lwów
Mark Vishik besuchte in Lemberg (Lwów) das 5. Gymnasium, welches auf Mathematik und Physik spezialisiert war. Seine mathematische Begabung wurde durch eine Lehrmethode gefördert, bei der die Schüler selbst mathematische Beweise finden mussten. Er begann das Mathematikstudium an der Universität Lwów im Dezember 1939, also zu der Zeit, als die Lemberger Mathematikerschule noch aktiv war. Unter seinen Lehrern waren Juliusz Paweł Schauder, Stanisław Mazur, Bronisław Knaster und Edward Szpilrajn, der 1940 in Lwów eine Studentenkonferenz organisierte, an der auch Banach teilnahm.

### Von Lwów nach Tiflis
Im Juni 1941, während der Besetzung Lwóws durch die Deutschen, verließ Vishik mit einer Komsomol-Gruppe die Stadt. Sie schlossen sich dem zurückweichenden Militär an und erreichten zu Fuß Ternopil und dann Schmerynka (bei Winnyzja) sowie nach zwei weiteren Wochen mit Hilfe eines Güterzugs Kiew. Auf der weiteren Flucht nach Krasnodar, passierte Vishik Dniprodserschynsk und half zwei Monate bei der Ernte in Timaschewsk. Er wurde Student an der pädagogischen Hochschule in Krasnodar, flüchtete dann aber aufgrund der vorrückenden deutschen Truppen weiter nach Machatschkala, wo er ein Jahr lang studierte. Er erkrankte an Malaria, konnte aber auf einem Militärzug versteckt im Herbst 1942 nach Tiflis gelangen. Vishik hatte den Mathematiker und Präsidenten der 1941 gegründeten Georgischen Akademie der Wissenschaften Nikolos Muschelischwili schon bei dessen Besuch in Lwów (vermutlich im Jahr 1940) kennengelernt und
konnte daher sofort mit dem Studium in Tiflis beginnen.
Das mathematische Institut wurde von Ilia Wekua geleitet, es gab Vorlesungen von V. Kupradze und Vishik freundete sich mit dem Zahlentheoretiker Arnold Walfisz an. Nach Beendigung des Studiums im Jahr 1943 und Lehrtätigkeit in Tiflis wurde Vishik von Walfisz, Felix Gantmacher und Muschelischwili empfohlen, zur Fortsetzung des Studiums nach Moskau zu gehen.

### Moskau
Ab Frühling 1945 studierte Vishik bei Lasar Aronowitsch Ljusternik in Moskau. Dort traf er am 8. Mai 1945 (V-E-Day) seine spätere Frau Asya Guterman. Er promovierte 1947 am Steklow-Institut und verteidigte seine Arbeit vor I. G. Petrowski und S. L. Sobolew. Seine Dissertation ist eine Verallgemeinerung der Arbeit The method of orthogonal projection in potential theory von Hermann Weyl (Duke Math. J. 7, 1940), die er ohne Englischkenntnisse analysierte. Von 1947 bis 1965 war er erst Assistent, dann, nach der Habilitation 1951, Professor am Moskauer Power Engineering Institute.
Seit 1965 war Vishik Professor an der Fakultät für Mechanik und Mathematik der Lomonossow-Universität in Moskau. Seit 1993 forschte er am Institute for Problems of Information Transmission der Russischen Akademie der Wissenschaften. Mark Vishik hatte 48 Doktoranden und war Autor mehrerer Bücher sowie von ungefähr 250 Artikeln. Seine beiden Söhne Mikhail und Simeon sind ebenfalls Mathematiker. Seit 1961 organisierte er das Seminar zum Thema Partielle Differentialgleichungen.
Seine Arbeiten waren außergewöhnlich fruchtbar. Zum Beispiel schrieben Jacques-Louis Lions und Enrico Magenes ein dreibändiges Werk über nicht-homogene Randwertprobleme, welches sich aus einer Arbeit von Mark Vishik und S. L. Sobolew aus dem Jahr 1956 entwickelte.

### Auszeichnungen
Mark Vishik war Mitglied der American Academy of Arts and Sciences (seit 1990) sowie der Italienischen Akademie der Wissenschaften (seit 1994). 1992 erhielt er den Petrowski-Preis der Russischen Akademie der Wissenschaften. Im Jahr 2001 wurde ihm die Ehrendoktorwürde der Freien Universität Berlin verliehen.

## Schriften
- Dissertation: On the method of orthogonal projections for linear self-adjoint equations, 1947
- Habilitation: On systems of elliptic differential equations and on general boundary-value problems, 1951
- (mit A. V. Fursikov): Mathematical Problems of Statistical Hydromechanics, Kluwer, 1988. Deutsche Fassung: Mathematische Probleme der statistischen Hydromechanik, Akademische Verlagsgesellschaft, Leipzig, 1986 (Russisches Original 1980)
- (mit A. V. Babin): Attractors of Evolution Equations, North-Holland, 1992 (Russisches Original 1989)
- Asymptotic Behaviour of Solutions of Evolutionary Equations, Cambridge University Press, 1993
- (Autor und Herausgeber mit A. V. Babin): Properties of Global Attractors of Partial Differential Equations, Advances in Soviet Mathematics (AMS), Band 10, 1992 (Sammelband mit 4 Artikeln, davon zwei von Mark Vishik (zusammen mit V. Y. Skvortsov))
- (mit V. V. Chepyzhov): Attractors for Equations of Mathematical Physics (Colloquium Publications 49 (AMS)), 2002